# Yellow Ostrich
Yellow Ostrich ist eine US-amerikanische Indie-Rock-Band.

## Geschichte
Die Band wurde 2010 in New York City vom Sänger und Gitarristen Alex Schaaf, vom Schlagzeuger Michael Tapper und vom Bassisten und Bläser Jon Natchez gegründet.
Alex Schaaf nahm wenige Monate vor der Bandgründung bereits das Solo-Album Wild Comfort auf. Jon Natchez spielte zuvor bei Beirut, The Antlers und Camera Obscura. 
2011 veröffentlichte Yellow Ostrich ihr Debüt-Album The Mistress und tourten als Vorgruppe für verschiedene Bands, u. a. für The Antlers und Ra Ra Riot. 2012 veröffentlicht die Band ihr zweites Album Strange Land.
Der Musikstil von Yellow Ostrich ist ein gitarrenorientierter Indie-Rock im LoFi-Sound. Als musikalische Bezugspunkte benennt die Band Velvet Underground, Wire und Neil Young.

## Diskografie

### Alben
- 2009: Yellow Ostrich
- 2009: Wild Comfort
- 2011: The Mistress
- 2012: Strange Land
- 2014: Cosmos

### EPs
- 2009: Carousels
- 2010: The Serious Kids EP
- 2010: The Morgan Freeman EP
- 2010: Fade Cave EP
- 2012: Ghost